# Televisión Pública Argentina
LS82 TV Canal 7, TVP sau TV Pública este un canal de televiziune din Argentina, înființat în anul 1951, în Buenos Aires.